# Terremoto de Neiva de 1967
El jueves 9 de febrero de 1967, a las 10:24 de la mañana (15:24 UTC), un violento sismo de magnitud 7.2 Mw y profundidad superficial se registró en el departamento del Huila (Colombia). Los departamentos más afectados fueron Huila, Caquetá y Tolima, donde se presentaron colapsos y daños severos en construcciones. Fue sentido en gran parte del territorio colombiano y en algunas poblaciones de Ecuador.
En las poblaciones de Campoalegre, el sitio Vega de Oriente y la inspección de policía El Paraíso, de Algeciras, más del 50% de sus construcciones colapsaron, ocurrieron fenómenos en la naturaleza y algunas personas perdieron el equilibrio cayendo al piso. Un resumen general de daños del departamento del Huila mostró que más de 1.000 viviendas quedaron destruidas, alrededor de 1.500 semidestruidas y más de 5.000 averiadas.
Hubo licuación de suelos, deslizamientos y agrietamiento del terreno en 21 poblaciones de los departamentos de Huila y Tolima. Estos últimos dos fenómenos bloquearon carreteras, interrumpiendo el paso de automóviles. También algunas personas en Neiva, Pitalito Altamira y Vegalarga, afirman haber visto ondas en el suelo de aproximadamente 50 cm de altura.
En ciudades como Ibagué y Bogotá se sintió bastante fuerte, provocando pánico y obligando a la mayoría de los habitantes a salir de las edificaciones. Varias viviendas presentaron grietas considerables en sus muros, y algunas quedaron arruinadas.
Ocurrieron averías leves en Pasto, Buenaventura, Barrancabermeja, Manizales, Tunja, entre otros, donde pocas viviendas presentaron pequeñas fisuras y muchas personas lo sintieron.
Se conoce que en los tres primeros días se sintieron alrededor de 20 réplicas, y la estación sismológica de Bogotá registró hasta el 9 de marzo del mismo año, un total de 350. 
El número de muertos superó el centenar y hubo más de 200 heridos.

## El Macrosismo del Huila
Se denominó macrosismo ya que se sintió desde Caracas hasta Iquitos en el Perú y desde Buenaventura en el Pacífico hasta Mitú en los límites con Brasil. Fue registrado en las 500 o más estaciones sismológicas que estaban en el planeta dejó 98 víctimas y cientos de damnificados. En Neiva hubo 15 muertos y dejó cerca de 100.000 afectados.
El sismo causó daños en el departamento del Huila especialmente en pequeñas ciudades cercanas al epicentro y en Neiva donde según la escala modificada de Mercalli registró una intensidad de 9. En Bogotá fueron afectadas 30 estructuras con serios daños y al menos 50 muros fallaron.